# 资中北站
资中北站，位于中华人民共和国四川省内江市资中县，是成渝客运专线上的高铁站，于2015年12月26日启用营运，成都铁路局管辖。

## 車站周邊
- 困牛山
- 宁国禅院
- 乌龟山水库
- 大寨水库
- 中国邮政储蓄银行资中城北邮政支局
- 龙王谷休闲度假村
- 资中电子工程学校
- 资中城北汽车站
- 资中三中
- 资中三中学第二校区
- 重龙镇谷田小学
- 重龙山风景名胜区

## 歷史
- 2015年12月26日通车启用。

## 外部連結
- 中国铁路客户服务中心（页面存档备份，存于）